# بيت العنكبوت (مسلسل سعودي)
بيت العنكبوت هو مسلسل تلفزيوني سعودي عُرض في عام 2024 .

## الممثلون
- فايز بن جريس بدور ( فيصل )
- تركي الكريديس بدور ( راشد )
- أصايل محمد بدور ( رحمة )
- لبنى عبدالعزيز بدور ( نورة )
- جبران الجبران بدور ( مبارك / أبو راشد )
- غادة الملا بدور ( لطيفة / أم راشد )
- سعيد صالح بدور ( سلطان )
- رياض الصالحاني بدور ( سليمان / أبو نورة )
- هاشم نجدي بدور ( نواف )
- أيمن مطهر بدور ( ماجد )
- هيلدا ياسين بدور ( أمل )
- فتون الجار الله بدور ( شيخة )
- فاطمة الشريف بدور ( بدرية / أم رحمة )
- نور حسين بدور ( مريم / أم أمل )
- بدر محسن بدور ( أسامة )
- معن منصور بدور ( ثامر )
- فاطمة سعود بدور ( ريم )
- ميرال مصطفى بدور ( مروة )
- العنود عبدالحكيم بدور ( أميرة )